# Theo Corbeanu
Theodor Alexander Corbeanu (Burlington, 17 maggio 2002) è un calciatore canadese con cittadinanza rumena, attaccante del Toronto FC in prestito dal Granada.

## Caratteristiche tecniche
Attaccante molto versatile, agisce principalmente da centravanti ma nonostante l'elevata altezza può essere impiegato anche come ala in un tridente.

## Carriera

### Club
Nato a Burlington da genitori rumeni, cresce nell'Academy del Toronto FC dove milita fino al 2018, anno in cui si trasferisce in Inghilterra al Wolverhampton; il 21 dicembre 2020 riceve la sua prima convocazione in prima squadra, in vista dell'incontro di Premier League contro il Burnley. Dopo quella partita, la sua carriera fu un continuo via vai, essendo sempre dato in prestito ad altri club. Dopo esser stato dai Grasshoppers il suo piano sarebbe di ritornare a giocare per la squadra principale del Wolverhampton in Premier League.
Il 14 gennaio 2025 viene girato in prestito annuale al Toronto FC.

### Nazionale
Eleggibile anche nella nazionale rumena, dove gioca alcune partite con la selezione under-17, nel 2021 risponde alla chiamata del CT del Canada in vista del doppio impegno valevole per le qualificazioni ai Mondiali 2022 contro Bermuda e Isole Cayman. Il 26 marzo fa il suo esordio rimpiazzando al 77' David Hoilett e realizzando pochi minuti dopo la rete del definitivo 5-1 contro Bermuda.

## Statistiche

### Presenze e reti nei club
Statistiche aggiornate al 3 gennaio 2025.
| Stagione        | Squadra           | Campionato      | Campionato | Campionato | Coppe nazionali | Coppe nazionali | Coppe nazionali | Coppe continentali | Coppe continentali | Coppe continentali | Altre coppe | Altre coppe | Altre coppe | Totale | Totale | Totale |
| Stagione        | Squadra           | Comp            | Pres       | Reti       | Comp            | Pres            | Reti            | Comp               | Pres               | Reti               | Comp        | Pres        | Reti        | Pres   | Reti   |        |
| --------------- | ----------------- | --------------- | ---------- | ---------- | --------------- | --------------- | --------------- | ------------------ | ------------------ | ------------------ | ----------- | ----------- | ----------- | ------ | ------ | ------ |
| 2020-2021       | Wolverhampton     | PL              | 1          | 0          | FACup+CdL       | 0+0             | 0               | -                  | -                  | -                  | -           | -           | -           | 1      | 0      |        |
| 2021-gen. 2022  | Sheffield Weds    | FL1             | 13         | 2          | FACup+CdL       | 2+0             | 0               | -                  | -                  | -                  | FLT         | 3           | 0           | 18     | 2      |        |
| gen.-giu. 2022  | MK Dons           | FL1             | 16+1       | 1          | FACup+CdL       | -               | -               | -                  | -                  | -                  | -           | -           | -           | 17     | 1      |        |
| 2022-gen. 2023  | Blackpool         | FLC             | 17         | 3          | FACup+CdL       | 0+1             | 0               | -                  | -                  | -                  | -           | -           | -           | 18     | 3      |        |
| gen.-giu. 2023  | Arminia Bielefeld | 2L              | 13+2       | 0          | CG              | -               | -               | -                  | -                  | -                  | -           | -           | -           | 15     | 0      |        |
| 2023-gen. 2024  | Grasshoppers      | SL              | 16         | 1          | CS              | 2               | 0               | -                  | -                  | -                  | -           | -           | -           | 18     | 1      |        |
| gen.-giu. 2024  | Granada           | PD              | 9          | 1          | CR              | -               | -               | -                  | -                  | -                  | -           | -           | -           | 9      | 1      |        |
| 2024-gen. 2025  | Granada           | SD              | 10         | 0          | CR              | 3               | 0               | -                  | -                  | -                  | -           | -           | -           | 13     | 0      |        |
| Totale Granada  | Totale Granada    | Totale Granada  | 19         | 1          |                 | 3               | 0               |                    | -                  | -                  |             | -           | -           | 22     | 1      |        |
| 2025            | Toronto FC        | MLS             | -          | -          | CC              | -               | -               | -                  | -                  | -                  | LC          | -           | -           | -      | -      |        |
| Totale carriera | Totale carriera   | Totale carriera | 98         | 8          |                 | 8               | 0               |                    | -                  | -                  |             | 3           | 0           | 109    | 8      |        |

### Cronologia presenze e reti in nazionale
| Cronologia completa delle presenze e delle reti in nazionale ― Canada | Cronologia completa delle presenze e delle reti in nazionale ― Canada | Cronologia completa delle presenze e delle reti in nazionale ― Canada | Cronologia completa delle presenze e delle reti in nazionale ― Canada | Cronologia completa delle presenze e delle reti in nazionale ― Canada | Cronologia completa delle presenze e delle reti in nazionale ― Canada | Cronologia completa delle presenze e delle reti in nazionale ― Canada | Cronologia completa delle presenze e delle reti in nazionale ― Canada |
| Data                                                                  | Città                                                                 | In casa                                                               | Risultato                                                             | Ospiti                                                                | Competizione                                                          | Reti                                                                  | Note                                                                  |
| --------------------------------------------------------------------- | --------------------------------------------------------------------- | --------------------------------------------------------------------- | --------------------------------------------------------------------- | --------------------------------------------------------------------- | --------------------------------------------------------------------- | --------------------------------------------------------------------- | --------------------------------------------------------------------- |
| 26-3-2021                                                             | Orlando                                                               | Canada                                                                | 5 – 1                                                                 | Bermuda                                                               | Qual. Mondiali 2022                                                   | 1                                                                     | 77’                                                                   |
| 29-3-2021                                                             | Bradenton                                                             | Isole Cayman                                                          | 0 – 11                                                                | Canada                                                                | Qual. Mondiali 2022                                                   | -                                                                     |                                                                       |
| 5-6-2021                                                              | Bradenton                                                             | Aruba                                                                 | 0 – 7                                                                 | Canada                                                                | Qual. Mondiali 2022                                                   | -                                                                     | 46’                                                                   |
| 11-7-2021                                                             | Kansas City                                                           | Canada                                                                | 4 – 1                                                                 | Martinica                                                             | Gold Cup 2021 - 1º turno                                              | 1                                                                     | 64’                                                                   |
| 24-7-2021                                                             | Arlington                                                             | Costa Rica                                                            | 0 – 2                                                                 | Canada                                                                | Gold Cup 2021 - Quarti di finale                                      | -                                                                     | 88’                                                                   |
| 29-7-2021                                                             | Houston                                                               | Messico                                                               | 2 – 1                                                                 | Canada                                                                | Gold Cup 2021 - Semifinale                                            | -                                                                     | 69’                                                                   |
| 27-9-2022                                                             | Bratislava                                                            | Canada                                                                | 0 – 2                                                                 | Uruguay                                                               | Amichevole                                                            | -                                                                     | 79’                                                                   |
| Totale                                                                |                                                                       | Presenze                                                              | 7                                                                     |                                                                       | Reti                                                                  | 2                                                                     |                                                                       |